# Canton de Saint-Jean-Pied-de-Port
Le canton de Saint-Jean-Pied-de-Port est un ancien canton français, située dans le département des Pyrénées-Atlantiques et la région Aquitaine.

## Composition
Le canton regroupait 19 communes :
| - Ahaxe-Alciette-Bascassan - Aincille - Ainhice-Mongelos - Arnéguy - Béhorléguy - Bussunarits-Sarrasquette - Bustince-Iriberry - Çaro - Estérençuby - Gamarthe | - Ispoure - Jaxu - Lacarre - Lecumberry - Mendive - Saint-Jean-le-Vieux - Saint-Jean-Pied-de-Port - Saint-Michel - Uhart-Cize. |

## Histoire
En 1790, le canton de Saint-Jean-Pied-de-Port comprenait les communes actuelles à l'exception d'Ainhice-Mongelos et dépendait du district de Saint-Palais.

## Représentation

### Conseillers généraux de 1833 à 2015
| Période           | Identité                             | Parti        | Qualité                                                                                        |
| ----------------- | ------------------------------------ | ------------ | ---------------------------------------------------------------------------------------------- |
| 1833-1842         | Jean-Pierre Salaberry (1772-1863)    |              | Notaire Maire de Saint-Jean-Pied-de-Port                                                       |
| 1842-1872 (décès) | Amédée d'Irumberry (1808-1872)       |              | Propriétaire rentier à Saint-Jean-le-Vieux maire de Saint-Jean-Pied-de-Port                    |
| 1873-1891 (décès) | Jean Alphonse Dutey (1845-1891)      | Droite       | Propriétaire à Lecumberry                                                                      |
| 1891-1910         | Léon de Salla                        | Conservateur | Notaire à Ossès                                                                                |
| 1910-1922         | Baptiste Anxo (1852-1930)            | Conservateur | Meunier Président de l'Union catholique de Saint-Jean-Pied-de-Port Conseiller d'arrondissement |
| 1922-1940         | Louis Inchauspé                      | URD          | Directeur général de banque                                                                    |
|                   |                                      |              |                                                                                                |
| 1945-1960 (décès) | Louis Inchauspé                      | DVD          | Président du Conseil Général (1949-1960)                                                       |
| 1960-2004         | Michel Inchauspé (fils du précédent) | UNR>UDR>RPR  | Banquier député (1967-1986, 1988-2002) Secrétaire d'État (1968-1969)                           |
| 2004-2015         | François Maïtia                      | PS           | Enseignant, conseiller régional Maire d'Ispoure (1983-2004)                                    |

### Conseillers d'arrondissement (de 1833 à 1940)
Le canton de Saint-Jean-Pied-de-Port appartenait à l'arrondissement de Mauléon jusqu'à sa disparition en 1926.
| Période                                  | Période | Identité                   | Étiquette    | Qualité |
| ---------------------------------------- | ------- | -------------------------- | ------------ | --- |
| 1833                                     | 1848    | Florian Schilt (1795-1866) |              | Notaire à Saint-Jean-Pied-de-Port                                                                           |
|                                          |         |                            |              | |
| 1880                                     | 1895    | Albert Ybarnégaray         | Monarchiste  | Maire d'Uhart-Cize                                                                                          |
| 1895                                     | 1907    | Louis Marmissolle          |              | |
| 1907                                     | 1910    | Baptiste Anxo              | Conservateur | Meunier à Saint-Jean-Pied-de-Port                                                                           |
| 18 sept. 1910                            |         | M. d'Etchebarne            |              | Maire de Çaro                                                                                               |
|                                          |         |                            |              | |
|                                          | 1937    | Guillaume Curutchet        | URD          | Propriétaire à Bustince-Iriberry                                                                            |
| 1937                                     | 1940    | Pierre Etchevers           | URD          | Industriel à Saint-Jean-Pied-de-Port                                                                        |
| 1940                                     |         |                            |              | Les conseils d'arrondissement ont été suspendus par la loi du 12 octobre 1940 et n'ont jamais été réactivés |
| Les données manquantes sont à compléter. |         |                            |              | |

## Démographie
| 1962  | 1968  | 1975  | 1982  | 1990  | 1999  | 2006  | 2011  | 2012  |
| ----- | ----- | ----- | ----- | ----- | ----- | ----- | ----- | ----- |
| 7 445 | 7 144 | 6 983 | 6 719 | 6 540 | 6 290 | 6 338 | 6 456 | 6 467 |